# NGC 293
NGC 293 è una galassia a spirale barrata situata nella costellazione della Balena.

## Descrizione
La galassia ha una classe di luminosità II e presenta una larga riga a 21 cm dell'idrogeno neutro.
Data la sua luminosità superficiale pari a 14,19, NGC 293 può essere classificata come una galassia a bassa luminosità superficiale (nella letteratura in lingua inglese abbreviata in LSB, acronimo di Low Surface Brightness). Le galassie LSB sono galassie di tipo diffuso (D) con una luminosità superficiale inferiore di almeno una magnitudine a quella del cielo notturno circostante.

## Scoperta
NGC 293 è stata scoperta il 27 settembre 1864 dall'astronomo tedesco Albert Marth.